# Condado de Rangárvallasýsla
Rangárvallasýsla es uno de los veintitrés condados islandeses. Se encuentra localizado al sur de Islandia, en Suðurland. 

## Geografía
La elevación promedio es este condado es de 170 m s. n. m. Posee un clima frío. Su territorio abarca una superficie de 7.365 kilómetros cuadrados.

## Demografía
Los 7.971 kilómetros cuadrados de territorio de Rangárvallasýsla se encuentran habitados por 3.378 personas. Por ende, la densidad poblacional es de 0,42 habitantes por kilómetro cuadrado.

### Municipios
Rangárvallasýsla comprende los siguientes municipios:
- Ásahreppur
- Rangárþing eystra
- Rangárþing ytra

### Localidades
Rangárvallasýsla comprende las siguientes localidades:
| Localidad           | Altitud (m s. n. m.) | Población (2004) |
| ------------------- | -------------------- | ---------------- |
| Akurey              | 2,7                  | 55               |
| Árbær               | 40                   | 29               |
| Áshverfi            | 4,9                  | 26               |
| Ásólfsskáli         | 18,8                 | 22               |
| Bjóluhverfi         | 15,8                 | 49               |
| Breiðabólsstaður    | 32,9                 | 134              |
| Búðarhólshverfi     | 5,8                  | 45               |
| Djúpidalur          | 29,9                 | 174              |
| Eyvindarhólar       | 0                    | 15               |
| Fíflholt            | 12,8                 | 98               |
| Háfur               | 2,7                  | 95               |
| Hagi                | 57,9                 | 14               |
| Hella               | 26,8                 | 54               |
| Hlíðarendi          | 58,8                 | 34               |
| Hólmabæir           | 12,8                 | 46               |
| Hólmahverfi         | 4                    | 43               |
| Holt                | 6,7                  | 22               |
| Hvolsvöllur         | 32,9                 | 187              |
| Kálfholt            | 40,8                 | 31               |
| Keldur              | 92,9                 | 59               |
| Kross               | 1,8                  | 52               |
| Oddi                | 8,8                  | 61               |
| Skarð               | 94,7                 | 19               |
| Stóri-Dalur         | 312,7                | 30               |
| Stórófshvoll        | 37,7                 | 187              |
| Þykkvibær           | 10,9                 | 75               |
| Vetleifsholtshverfi | 24,9                 | 49               |
| Vomúlastaðahverfi   | 12,8                 | 60               |

## Historia

### Edad Media
Conocido como Rangárþing («thing de Rangár») fue uno de los tres centros jurídicos y políticos de la corte del sur (Sunnlendingafjórðungur) durante la Mancomunidad Islandesa.
En el condado se encuentra la población de Bergþórshvoll, famosa por los acontecimientos que se relatan en la saga de Njál.